# Gnophos stoliczkaria
Gnophos stoliczkaria là một loài bướm đêm trong họ Geometridae.